# Maarja Kivi
Maarja Kivi (Tallinn, 18 gennaio 1986) è una cantautrice e bassista estone, nota per essere stata la prima frontwoman delle Vanilla Ninja.

## Biografia
Nata da Riina e Madis Kivi, ha un fratello, Vahur, e due sorelle, Helen e Kristi.
Iniziò la sua carriera partecipando all'Eurolaul del 2002, le preselezioni estoni per l'Eurovision. Dopo un anno divenne una dei quattro membri fondatori dalla band femminile Vanilla Ninja, prendendo il ruolo di frontwoman, cantante e bassista nella maggior parte delle tracce dei primi due album della band, Vanilla Ninja e Traces of Sadness. Maarja abbandonò la band a metà del 2004 a causa di divergenze musicali e per maternità. Fu rimpiazzata da Triinu Kivilaan.

## Discografia

### Discografia solista

#### Album
- 2009 - Payback Time

#### Singoli ed EP
- 2005 - Could You
- 2006 - Shine It On
- 2008 - 21?!